# Trial by Fire (série télévisée)
Trial By Fire est une série  dramatique policière  en langue hindi indien de 2023 écrite par Prashant Nair , Kevin Luperchio et réalisée par Prashant Nair et Randeep Jha.La série est basée sur des événements réels et est adaptée du livre de Neelam Krishnamoorthy et Shekhar Krishnamoorthy.

## Synopsis
Après un incendie meurtrier au cinéma Uphaar, deux parents endeuillés doivent faire face à la perte de leurs enfants et se battre pour que justice soit faite. Basé sur des faits réels

## Distribution[2]
- Abhay Deol : Shekhar Krishnamoorthy
- Rajshri Deshpande : Neelam Krishnamoorthy
- Abhishek Sharrma : Ujjwal (le fils de Shekhar et Neelam)
- Ashish Vidyarthi : Neeraj Suri
- Anupam Kher : capitaine Hardeep Bedi
- Ratna Pathak Shah : Mrs. Bedi
- Atul Kumar : Mahesh Karve
- Ivan Rodrigues : Abhishek
- Sidharth Bhardwaj : Mr. Arora
- Shilpa Shukla : Shalini
- Rajesh Tailang : Veer Singh
- Nimisha Nair : Amrita Singh
- T. M. Karthik : Ministre
- Punit Tiwari : gendre de Veer Singh
- Shardul Bharadwaj : Umesh
- Akanksha Vishwakarma : membre féminin de l'AVUT
- Chetan Sharma : Chirag
- Jaspal Sharma : Hari
- Abhinav Jha : Rupesh
- Kiran Sharma : Sarla

## Épisodes
1. L'épreuve du feu
2. Ensemble
3. Mémorial
4. Uphaar
5. Les héros
6. Les méchants
7. Ce jour-là

## Réception
Saibal Chatterjee de NDTV a noté 4 étoiles sur 5 et a écrit "Le scénario adopte un ton toujours solennel pour exprimer l'ampleur de la perte et du chagrin de Krishnamoorthy. L'impact est renforcé par une performance d'une puissance prodigieuse de Rajshri Deshpande dans le rôle de Neelam, qui a été à l'avant-garde de la campagne pour empêcher l'abus de pouvoir et de pelf pour échapper à la culpabilité.
Santanu Das de Hindustan Times dans sa critique a déclaré: " Trial by Fire est une œuvre urgente et importante qui exhorte les téléspectateurs à s'asseoir et à prendre connaissance d'une tragédie vieille de plusieurs décennies qui a été transmise d'un verdict à un autre. Plutôt que de combler les procès et les calculs d'un thriller d'enquête dans une salle d'audience, c'est un drame contrôlé et déchirant qui regarde en arrière pour se demander ce qui a changé." 
Faisant l'éloge de la performance de Rajshri Deshpande, Anuj Kumar de The Hindu dans sa critique a déclaré : "Offrant une performance sans faille qui restera gravée dans la mémoire pendant des années, Rajshri Deshpande nous fait oublier que nous assistons à une adaptation dramatique d'événements réels, et Abhay Deol joue un repoussoir parfait comme le calme Shekhar." 
La série détient actuellement une cote 100% Rotten Tomatoes